# Saison 14 des Mystères de l'amour
Chronologie
Saison 13 Saison 15
La quatorzième saison des Mystères de l'amour, série télévisée française créée par Jean-François Porry, est diffusée sur la chaîne TMC du 27 novembre 2016 au 29 avril 2017.

## Synopsis de la saison
Jimmy et Béné vivent désormais au grand jour leurs amours respectifs pour Stéphanie et Anthony, le divorce d’Hélène et Peter est officialisé, ils sont aujourd’hui libres de refaire leurs vies. 
Peter et Valentina ont d’ailleurs emménagé dans leur nouvelle demeure avec la sœur cadette de la jeune femme, Tatiana...

## Distribution

### Acteurs principaux (dans l'ordre d'apparition au générique)
- Hélène Rollès : Hélène Vernier/Girard
- Patrick Puydebat : Nicolas Vernier
- Tom Schacht : Jimmy Werner
- Angèle Vivier : Aurélie Breton
- Macha Polikarpova : Olga Poliarva
- Laure Guibert : Bénédicte Breton
- Serge Gisquière : Peter Watson
- Laly Meignan : Laly Polleï
- Richard Pigois : John Greyson
- Elsa Esnoult : Fanny Greyson (à partir de l'épisode 11)
- Sébastien Roch : Christian Roquier
- Marion Huguenin : Chloé Roquier/Girard
- Cathy Andrieu : Cathy Da Silva
- Philippe Vasseur : José Da Silva
- Magali Semetys : Marie Dumont
- Frédéric Attard : Anthony Maugendre
- Marjorie Bourgeois : Stéphanie Dorville
- Carole Dechantre : Ingrid Soustal (à partir de l'épisode 11)
- Lakshan Abenayake : Rudy Ayake
- Valentin Byls : Nicky McAllister Vernier
- Manon Schraen : Léa Werner
- Sowan Laube : Erwan Watson
- Maéva El Aroussi : Gwen Watson

Crédités au générique mais n'apparaissent dans aucun épisode
- Audrey Moore : Audrey McAllister (jusqu'à l'épisode 10)
- Fabrice Josso : Étienne Varlier (jusqu'à l'épisode 10)
- Michel Robbe : Jean-Paul Lambert

### Acteurs récurrents
- Magalie Madison : Annette Lampion
- Bruno le Millin : Roger Girard
- Elliot Delage : Julien Da Silva
- Jean-Baptiste Sagory : Sylvain Pottier
- Ambre Rochard : Mélanie
- Tony Mazari : Hugo
- Miglė Rim : Valentina Watson/Douchkala
- Aline Hamou : Tatiana, la sœur de Valentina
- Nabil Taleb : Sam
- Fanny Salvat : Caroline
- Raphaël Hidrot : Jean-Pierre/Elvis, l'inspecteur des impôts
- Karim Saison : Arnaud, le psy
- Xavier Couleau : Ricky Venture, le nouveau producteur de Fanny
- Brian Torres : Doumé
- Julie Chevallier : Béatrice
- Jean-Luc Voyeux : Guéant

- Richard Gallet : Richard, l'ingénieur du son

### Acteurs invités
- Stephen Manas : Stephen
- Ève Angeli : Alexia Malet, la productrice de La maison des Amours
- Vincent Queijo : Mathieu
- Princess Erika : Mathilda Malville
- Jean-Pierre Rochette : Stan Malville
- Xavier Delarue : Antoine
- Marc Pierret : Professeur Goldman qui opère Chloé
- Aurélien Chaussade : Jean-Luc (alias Lucky)
- Johan Loquet : Romain Kopecky, le policier de la scientifique

## Production
Elsa Esnoult et Carole Dechantre réintègrent le générique à partir de l'épisode 11 et remplacent ainsi Audrey Moore et Fabrice Josso qui n'étaient apparus dans aucun épisode depuis le début de cette saison malgré le fait qu'ils soient crédités jusqu'à l'épisode 10.

## Liste des épisodes
1. Une sublime journée
2. Tests en série
3. Homicide projeté
4. Projets communs
5. Arrivée à Love Island
6. Dangers à Love Island
7. Mariages et retrouvailles
8. Le braquage du siècle
9. Délivrances
10. Paires et mères
11. Pères experts
12. Histoire de filles
13. Secrets dévoilés
14. Lorsque maman paraît
15. Un scoop mortel
16. Grandes nouvelles
17. Vengeances
18. Infidélités coupables
19. Étonnantes révélations
20. Pièges et rencontres
21. Meurtre sur commande
22. Petit meurtre et gros mensonges
23. Horrible découverte
24. Sur deux tableaux
25. Danger de mort
26. Armes, larmes et alarmes